# Всичко, което не е забранено от закона, е позволено
Всичко, което не е забранено от закона, е позволено е принцип в правото, залегнал в съвременните правни системи.
Преценката за противоправно поведение в държавите, възприели системата на континенталното право, се прави освен въз основа на позитивното право и субсидиарно - въз основа на морала. Според българския Закон за задълженията и договорите, субектите се ползуват от правата си, за да задоволяват своите интереси, но тези права не могат да се упражняват в разрез с интересите на обществото, а уговорките не могат да противоречат на добрите нрави.
Принципът е познат и възприет още в Античността, като заляга и в римското право. Възпроизведен изрично в чл. 5, и прогласен, от Декларацията за правата на човека и гражданина (на френски: Déclaration des Droits de l'Homme et du Citoyen).